# Ліси сходу Центрального Техасу
Ліси сходу Центрального Техасу або Савани та рідколісся сходу Центрального Техасу (ідентифікатор WWF: NA0405) — неарктичний екорегіон помірних широколистяних та мішаних лісів, розташований в Техасі на півдні США.

## Географія
Екорегіон лісів сходу Центрального Техасу простягається з північного сходу на південний захід через східну частину Центрального Техасу. Невелика ділянка на півночі екорегіону лежить в долині Південної Червоної річки, на кордоні Техасу та Оклахоми. Рельєф регіону представлений горбистими рівнинами, які складають західну частину Примексиканської низовини.
На захід від екорегіону поширені ліси Пайні-Вудсу, на північ — прерії техаського Блекленду, які вклинюються в екорегіон, майже розділяючи його на дві частини, на захід — луки та чагарники Тамауліпаського мескіталю, а на південь —прибережні луки заходу Мексиканської затоки. Від прилеглих прерій та луків ліси сходу Центрального Техасу відрізняються більшою щільністю дерев, а від лісів Пайні-Вудсу — більш відкритими ландшафтами та більшим домінуванням листяних порід.

## Клімат
В межах екорегіону домінує вологий субтропічний клімат (Cfa за класифікацією кліматів Кеппена), який характеризується спекотним, дощовим літом та м'якою зимою. Середня температура в регіоні становить 18-21 °C. Взимку температура рідко опускається нижче 0 °C. Середньорічна кількість опадів коливається від 740 до 1120 мм. Тривалість вегетаційного періоду у південній частині екорегіону майже на два місяці більша, ніж у північній частині, вздовж Червоної річки.

## Екорегіони IV рівня

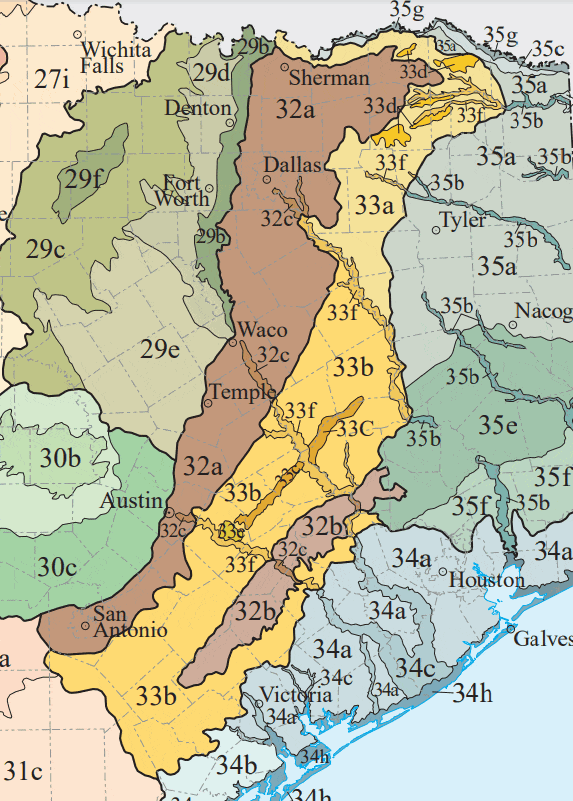
Мапа екорегіонів IV рівня

У схемі екорегіонів Агенції з охорони довкілля США екорегіон лісів сходу Центрального Техасу відомий як екорегіон III рівня «Рівнини сходу Центрального Техасу». У межах цього екорегіону виділяють шість екорегіонів рівня IV: північні дубові савани, південні дубові савани, прерії Сан-Антоніо, північні прерії, соснові ліси Бастропу та заплави і річкові тераси.

### Північні дубові савани (33a)
Північні дубові савани поширені на рівнинах у північній частині екорегіону, яка має більш плаский рельєф, порівняно з розчленованими рівнинами решти екорегіону. Основу цих рівнин складають еоценові та палеоценові осадові гірські породи, на півночі до яких додаються крейдові породи. У північних саванах або рідколіссях домінують зірчасті дуби (Quercus stellata), мерілендські дуби (Quercus marilandica), віргінські яловці (Juniperus virginiana) та чорні гікорі (Carya texana). Ці дубові савани перемежовуються ділянками прерій, у яких переважає мітлистий бородачник (Schizachyrium scoparium) та різнотрав'я. Загалом у північних дубових саванах зустрічається більше пасовищ і менше дубових рідколісь та лісів, ніж у південних дубових саванах. Тут зустрічаються деякі хвойні дерева, особливо на кордоні з Третинними височинами Пайні-Вудсу. У кількох районах зустрічаються насадження ладанної сосни (Pinus taeda).

### Південні дубові савани (33b)
Південні дубові савани поширені на більшій частині екорегіону на південь від річки Трініті. Тут переважають третинні (міоценові, олігоценові, еоценові та палеоценові) осадові породи, перекриті глибокими піщаними ґрунтами. Історично ландшафт південної частини регіону був представлений дубовими саванами, які підтримувалися регулярними пожежами та посухами, однак після колонізації регіону частина саван була знищена та перетворена на пасовища, а частина деградувала і перетворилася на ліси зірчастих дубів (Quercus stellata), в підліску яких зустрічається яупоновий падуб (Ilex vomitoria) та віргінський яловець (Juniperus virginiana). На півдні екорегіону поширені зарості інтродукованих мескітових дерев (Prosopis spp.). Характерна флора зустрічається на піщаних ділянках та на водно-болотних угіддях.

### Прерії Сан-Антоніо (33c)
Прерії Сан-Антоніо простягаються з північного сходу на південний захід вузькою смугою завдовжки 100 миль через центральну частину екорегіону. З геологічної точки зору тут переважають еоценові осадові породи формації Кука, перекриті шаром альфісолів, на відміну від екорегіону прерій техаського Блекленду, у якому переважають темні, глинисті, більш вапнякові ґрунти. У преріях Сан-Антоніо історично переважали мітлисті бородачники (Schizachyrium scoparium), пониклі сорговники (Sorghastrum nutans) та різнотрав'я. З 1830-х років у цих преріях почали з'являтися численні поселення, що простягалися вздовж Старої дороги Сан-Антоніо (її північна частина наразі відома як SH 21). Прерії Сан-Антоніо були майже повністю розорані, і наразі їх ландшафт представлений мозаїкою лісів, пасовищ та орних земель.

### Північні прерії (33d)
Невеликі ізольовані ділянки північних прерій відзначаються поєднанням рис прерій техаського Блекленду та лісів сходу Центрального Техасу. У двох північних ділянках, що лежать на північ від річки Сульфур, переважають крейдові осадові породи, а у ділянці, що лежить на південь від цієї річки, — палеоценові та еоценові породи. Історично ландшафт цієї частини екорегіону був представлений мозаїкою лісів та прерій. Пожежі були важливим фактором, що підтримував існування прерій, а за відсутності пожеж відбувалося вторгнення дерев. Серед трав, що домінували у цих ізольованих ділянках високотравних прерій, слід відзначити мітлистий бородачник (Schizachyrium scoparium), високий бородачник (Andropogon gerardi), пониклий сорговник (Sorghastrum nutans) та високий спороболус (Sporobolus compositus). Північні прерії екорегіону були майже повністю знищені, і наразі на їх місці переважають пасовища та поля.

### Соснові ліси Бастропу (33e)
Ізольований Загублений сосновий ліс росте на розчленованих пагорбах на лівому березі річки Колорадо, переважно на території округу Бастроп. У цій місцевості переважають гравійні та піщані ґрунти, материнською породою для яких виступають плейстоценовий гравій, що походить з відкладів річки Колорадо, та еоценові пісковики формації Вечес. Генетично Загублений сосновий ліс пов'язаний з лісами Пайні-Вудсу, однак росте приблизно за 100 миль на захід від них, у більш сухому кліматі (середньорічна кількість опадів тут становить 910 мм). Це найзахідніша ділянка лісів ладанної сосни (Pinus taeda) в США. Як вважається, ця реліктова популяція утворилася до останнього льодовикового періоду.

### Заплави та низькі тераси (33f)
Екорегіон заплав та низьких терас охоплює заплави річок Сульфур, Трініті, Бразос та Колорадо, а також нижні річкові тераси, основу яких складають молоді голоценові алювіальні відклади. У заплавах річок регіону переважають заболочені широколистяні ліси, основу яких складають водяні дуби (Quercus nigra), зірчасті дуби (Quercus stellata), американські в'язи (Ulmus americana), пенсильванські ясени (Fraxinus pennsylvanica), гікорі-пекан (Carya illinoinensis), верболисті дуби (Quercus phellos) та болотяні кипариси (Taxodium distichum), а на заході регіону — також цукрові каркаси (Celtis laevigata) та трикутнолисті тополі (Populus deltoides). Ліси у північних заплавах, як правило, збереглися, тоді як у заплавах Бразосу та Колорадо на півдні екорегіону більшість лісів були вирубані та перетворені на поля і пасовища.

## Фауна
Серед поширених в екорегіоні ссавців слід відзначити білохвостого оленя (Odocoileus virginianus), койота (Canis latrans), звичайну лисицю (Vulpes vulpes), сіру лисицю (Urocyon cinereoargenteus), руду рись (Lynx rufus), довгохвосту ласицю (Neogale frenata), смугастого скунса (Mephitis mephitis), східного плямистого скунса (Spilogale putorius), звичайного ракуна (Procyon lotor), північноамериканську котофредку (Bassariscus astutus), американського борсука (Taxidea taxus), великовухого зайця (Lepus californicus), флоридського кролика (Sylvilagus floridanus), дев'ятипоясного броненосця (Dasypus novemcinctus), віргінського опосума (Didelphis virginiana) та північноамериканську коротковуху мідицю (Cryptotis parva). На берегах річок зустрічаються канадські бобри (Castor canadensis), канадські видри (Lontra canadensis) та водяні кролики (Sylvilagus aquaticus).
Серед гризунів, що зустрічаються в екорегіоні, слід відзначити сіру вивірку (Sciurus carolinensis), лисячу вивірку (Sciurus niger), тринадцятисмугого ховраха (Ictidomys tridecemlineatus), прерієву врожайницю (Reithrodontomys montanus), рудувату врожайницю (Reithrodontomys fulvescens) та луїзіанського гофера (Geomys breviceps). Рівнинні бізони (Bison bison bison), вилороги (Antilocapra americana), барибали (Ursus americanus), рівнинні вовки (Canis lupus nubilus), північноамериканські пуми (Puma concolor couguar) та ягуари (Panthera onca) були винищені в екорегіоні.
Серед поширених в екорегіоні птахів слід відзначити віргінську перепелицю (Colinus virginianus), великого індика (Meleagris gallopavo), північну зенаїду (Zenaida macroura), мексиканську горличку-інку (Columbina inca), каліфорнійську таязуру-подорожника (Geococcyx californianus), чорноголового яструба (Accipiter cooperii), рудоплечого канюка (Buteo lineatus), віргінського пугача (Bubo virginianus), неоарктичну сову (Strix varia), рубіновогорлого колібрі (Archilochus colubris), золотистого декола (Colaptes auratus), каролінську гілу (Melanerpes carolinus), мексиканського тирана (Tyrannus forficatus), чубатого копетона (Myiarchus crinitus), гострочубу синицю (Baeolophus bicolor), прерієвого пісняра-лісовика (Setophaga discolor), мандрівного дрозда (Turdus migratorius), багатоголосого пересмішника (Mimus polyglottos), потюка (Chondestes grammacus), польову карнатку (Spizella pusilla), прерієвого багновця (Ammodramus savannarum), східного тауї (Pipilo erythrophthalmus), польову вівсянку (Pooecetes gramineus), саванову вівсянку (Passerculus sandwichensis), східного шпаркоса (Sturnella magna), західного шпаркоса (Sturnella neglecta), червоного кардинала (Cardinalis cardinalis), індигову скригнатку (Passerina cyanea) та райдужну скригнатку (Passerina ciris). 
Герпетофауна екорегіону включає міссісіпського алігатора (Alligator mississippiensis), колючу м'якотілу черепаху (Apalone spinifera), земляного сцинка (Scincella lateralis), техаську колючу ігуану (Sceloporus olivaceus), техаського коралового аспіда (Micrurus tener), мідноголову мокасинову змію (Agkistrodon contortrix) та лісового гримучника (Crotalus horridus). Ендеміками екорегіону є рідкісні х'юстонські жаби (Anaxyrus houstonensis), які зустрічаються у південних дубових саванах та у Загубленому лісі.

## Збереження
Ліси, савани та прерії екорегіону значно постраждали внаслідок розвитку сільського господарства. Приблизно 75 % природного рослинного покриву регіону було знищено та перетворено на сільськогосподарські угіддя, а решта значно деградувала внаслідок порушення режиму пожеж.
Оцінка 2017 року показала, що 303 км², або 1 % екорегіону, є заповідними територіями. Природоохоронні території включають Державний парк озера Сомервілль та Зону управління дикою природою імені Гаса Енделінга.

## Галерея

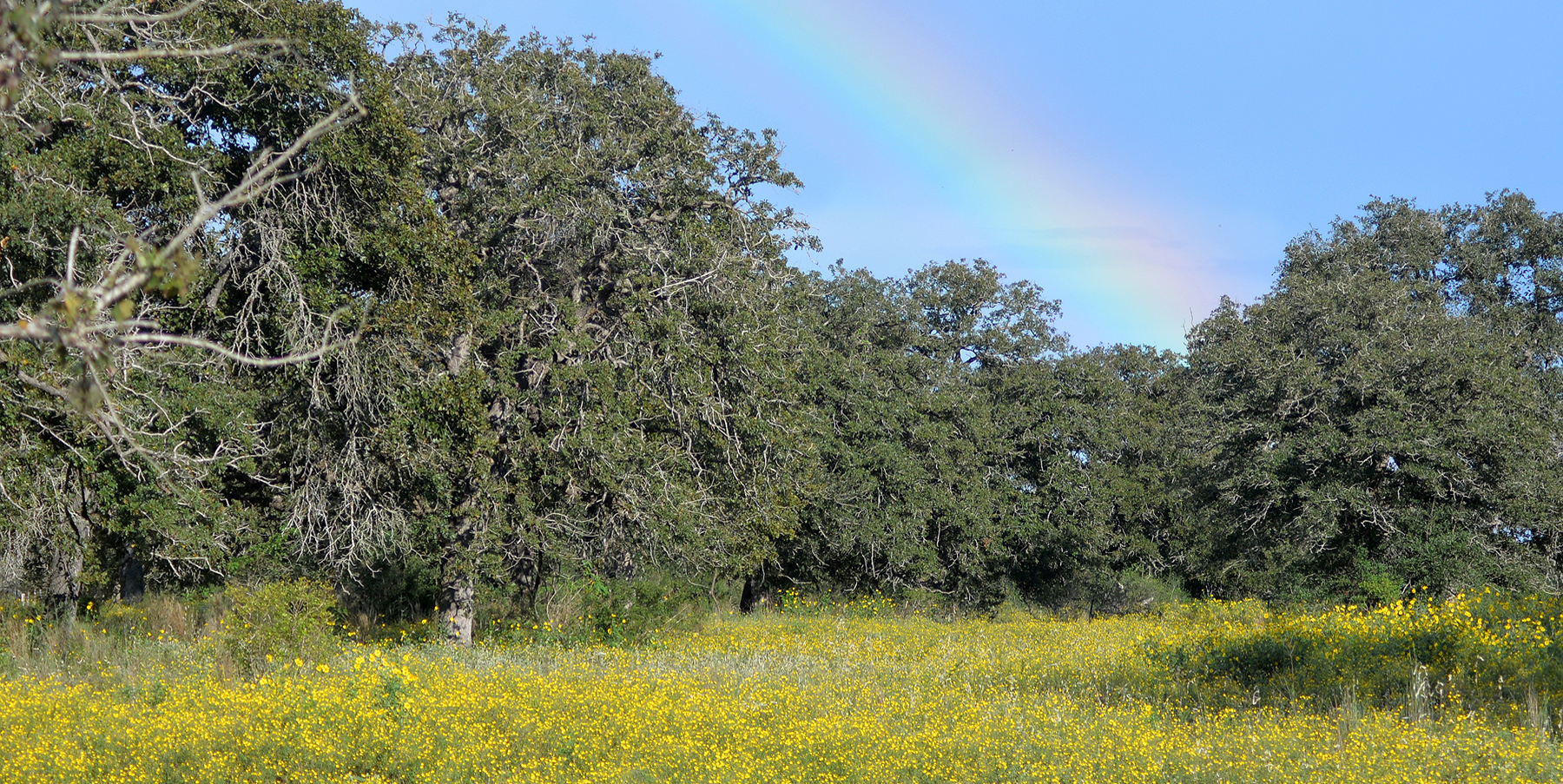
Узлісся діброви в окрузі Гвадалупе
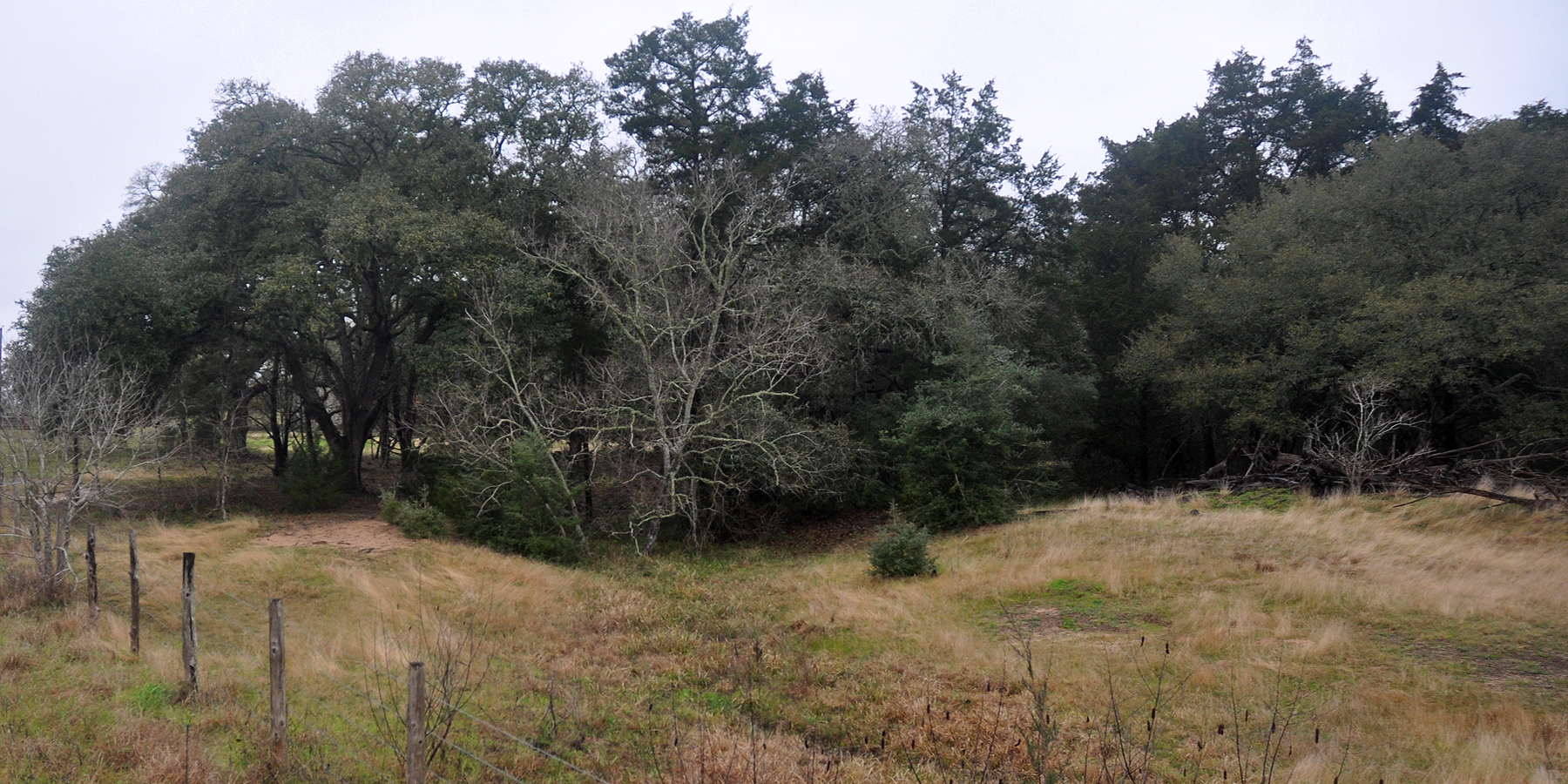
Південна дубова савана в окрузі Остін
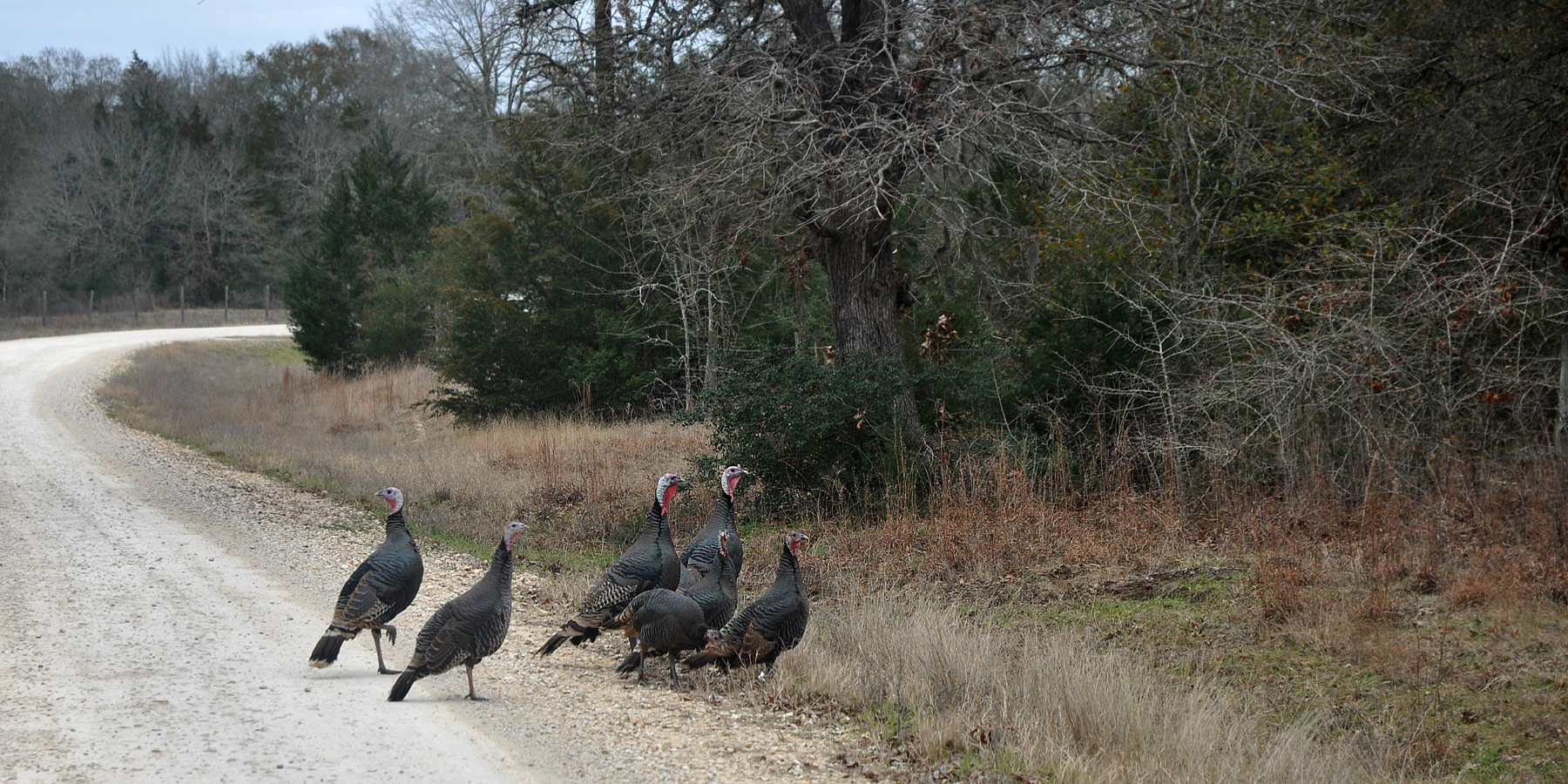
Великі індики (Meleagris gallopavo) в окрузі Остін
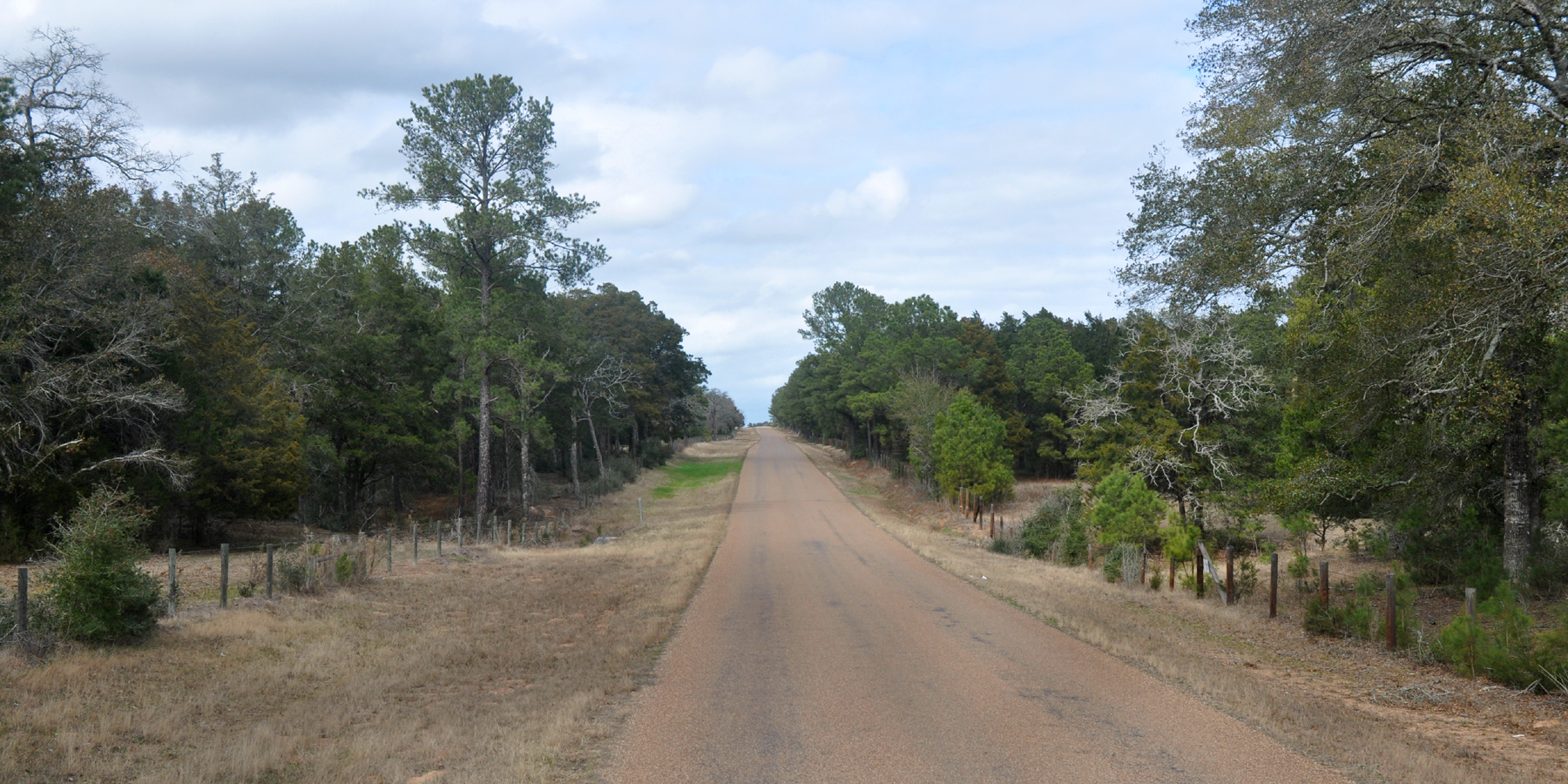
Південна дубова савана в окрузі Колорадо
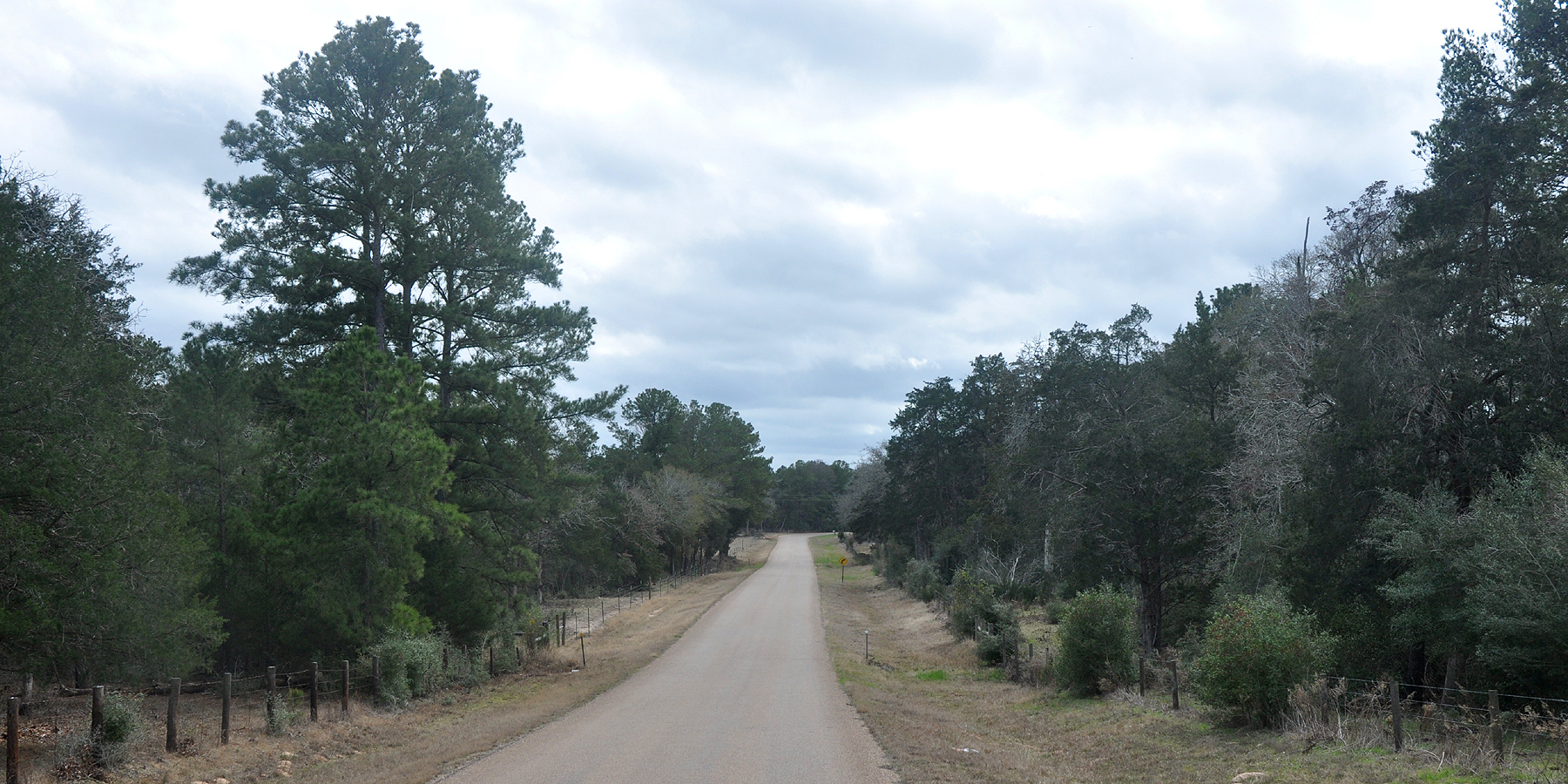
Південна дубова савана в окрузі Колорадо
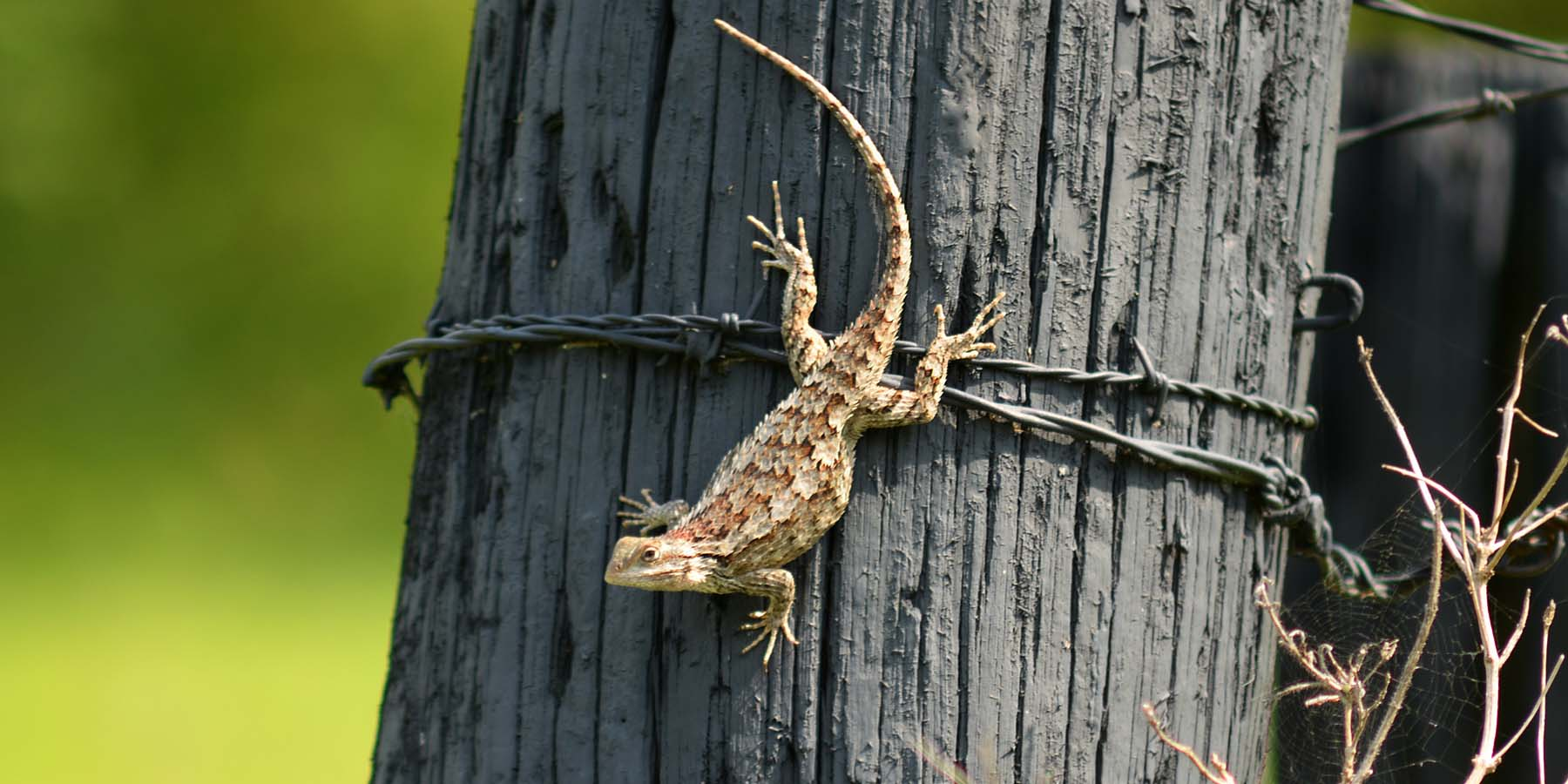
Техаська колюча ігуана (Sceloporus olivaceus) на стовпі в окрузі Колорадо
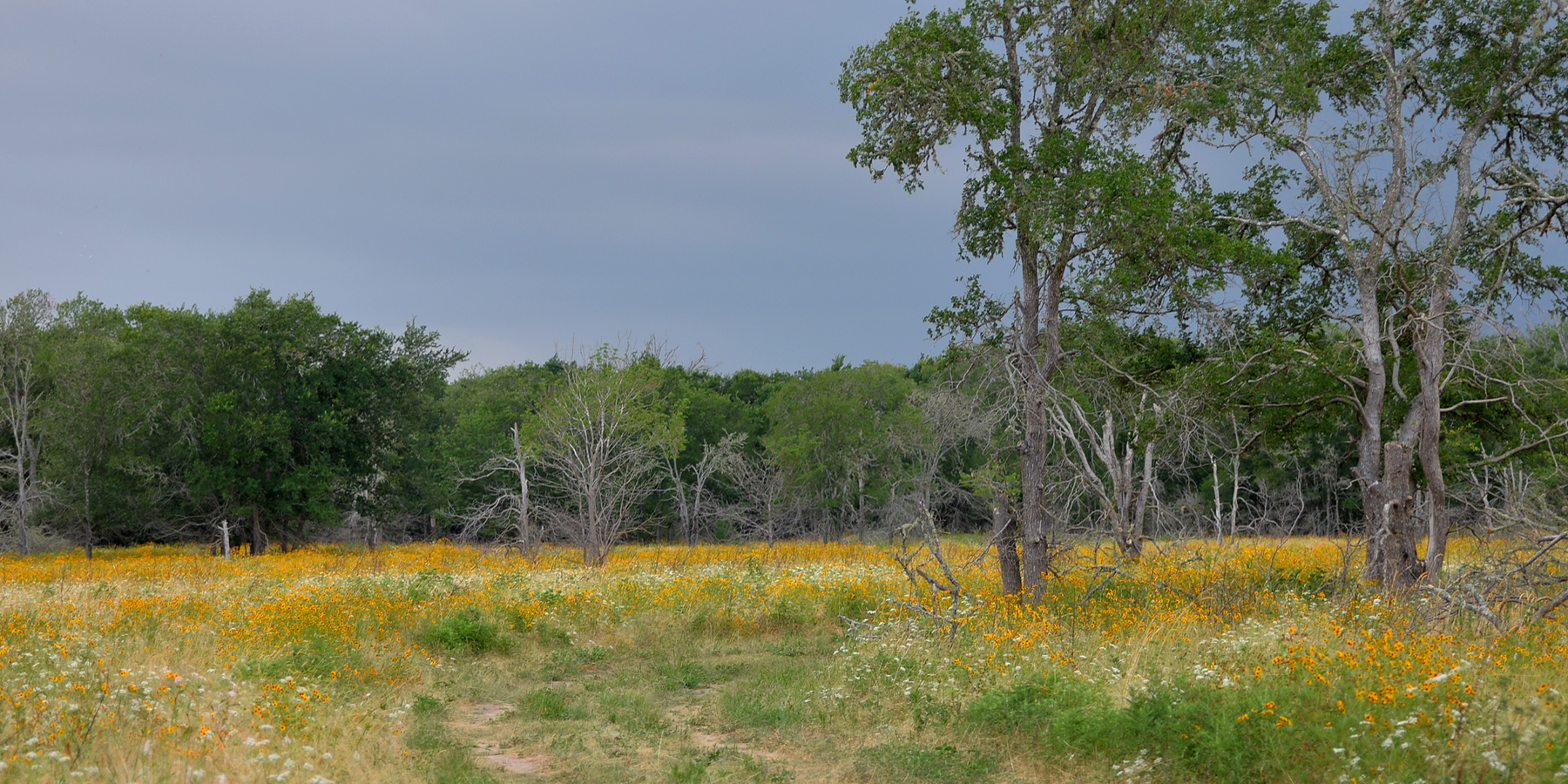
Державний парк озера Соммервіль в окрузі Лі
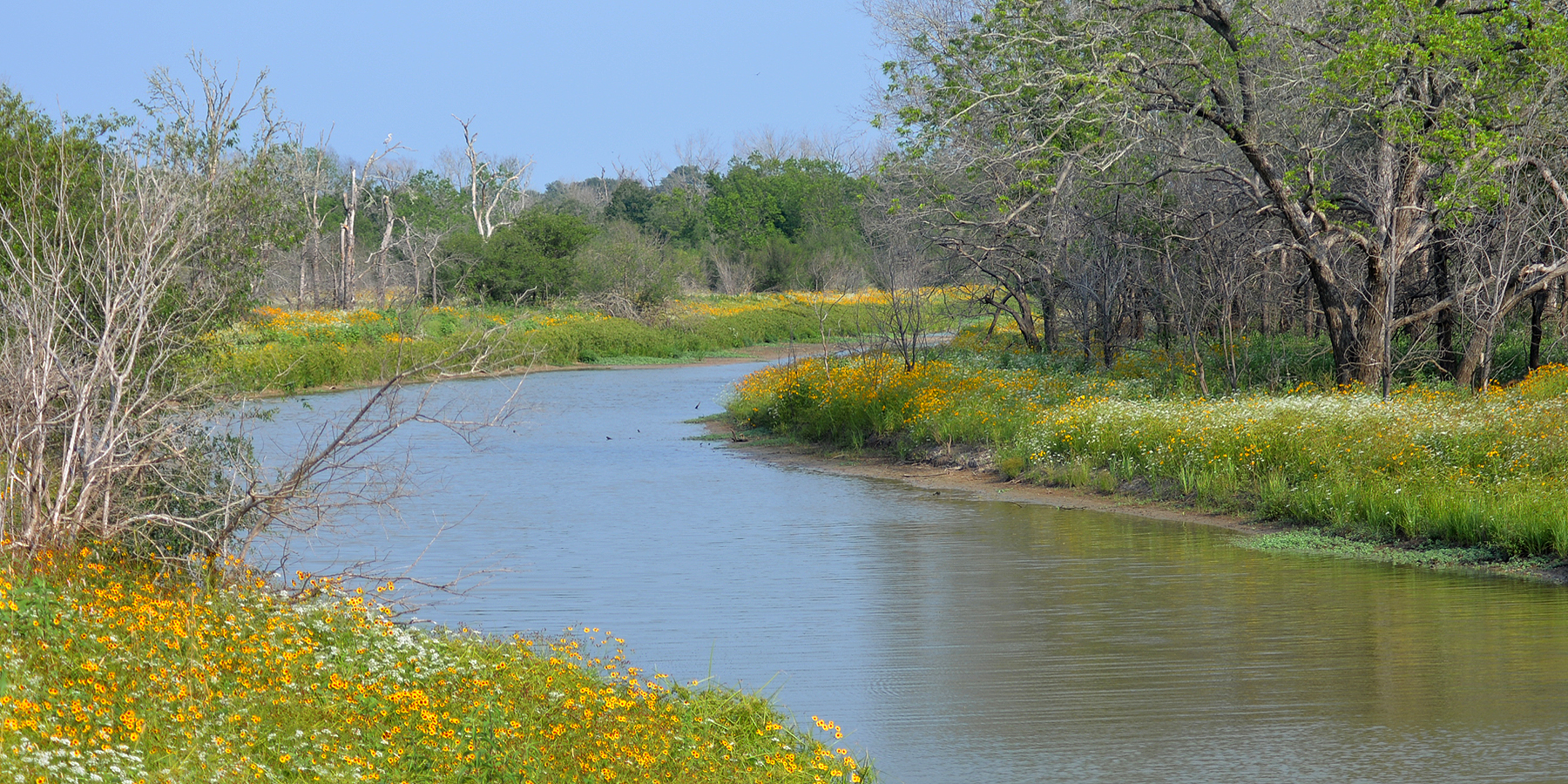
Державний парк озера Соммервіль в окрузі Лі
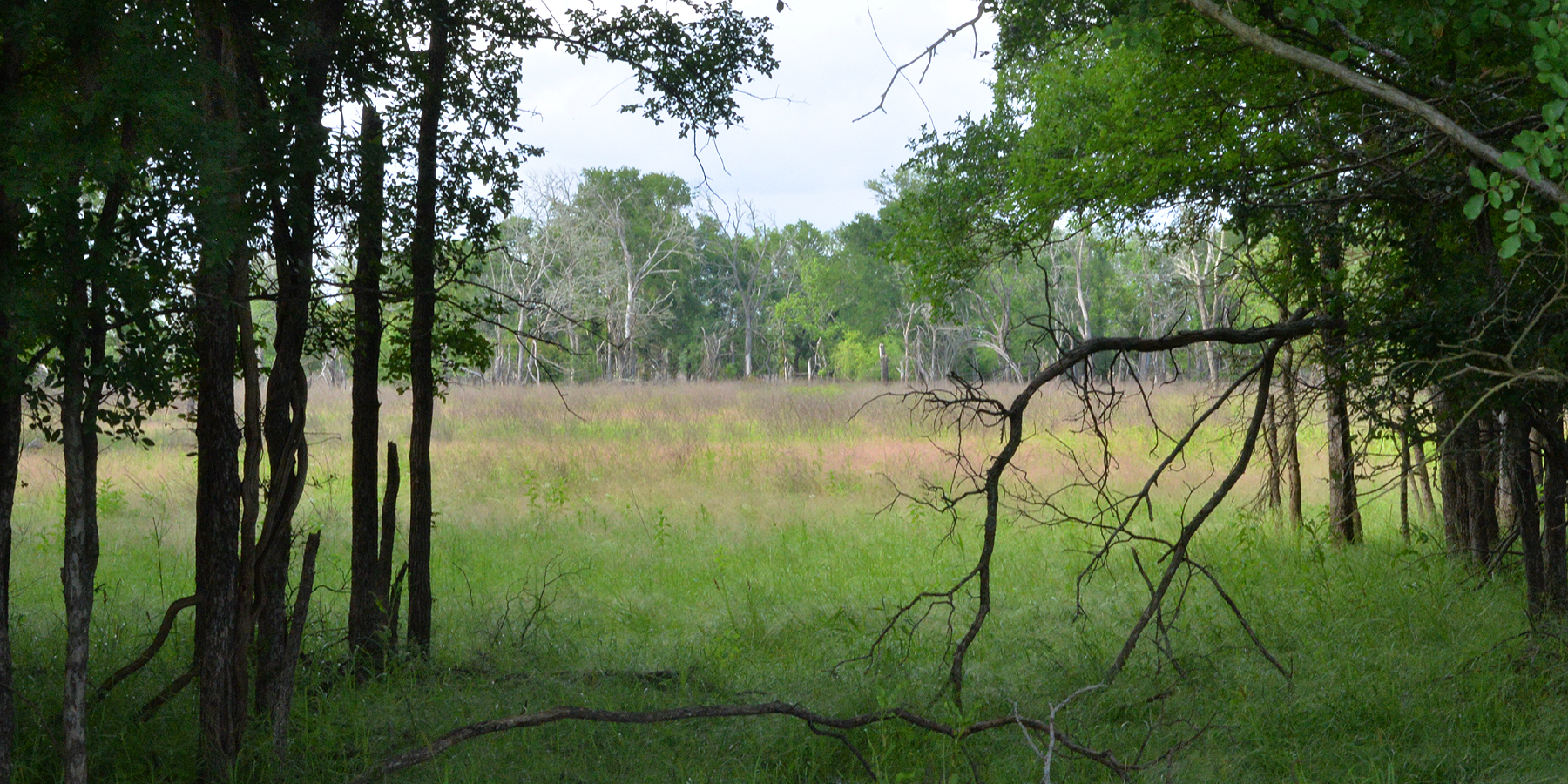
Державний парк озера Соммервіль в окрузі Лі
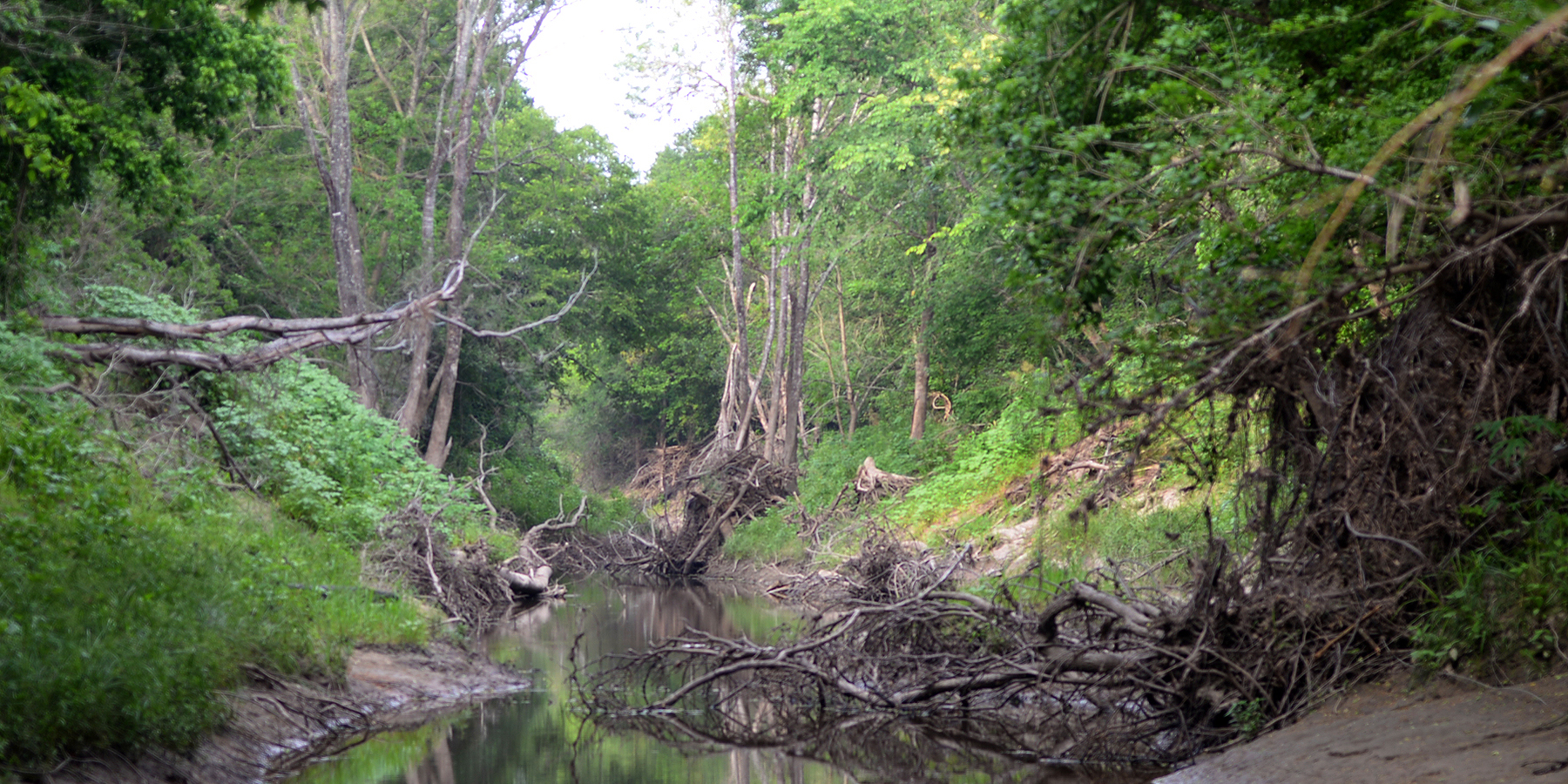
Річка Нейлс-Крік в окрузі Лі
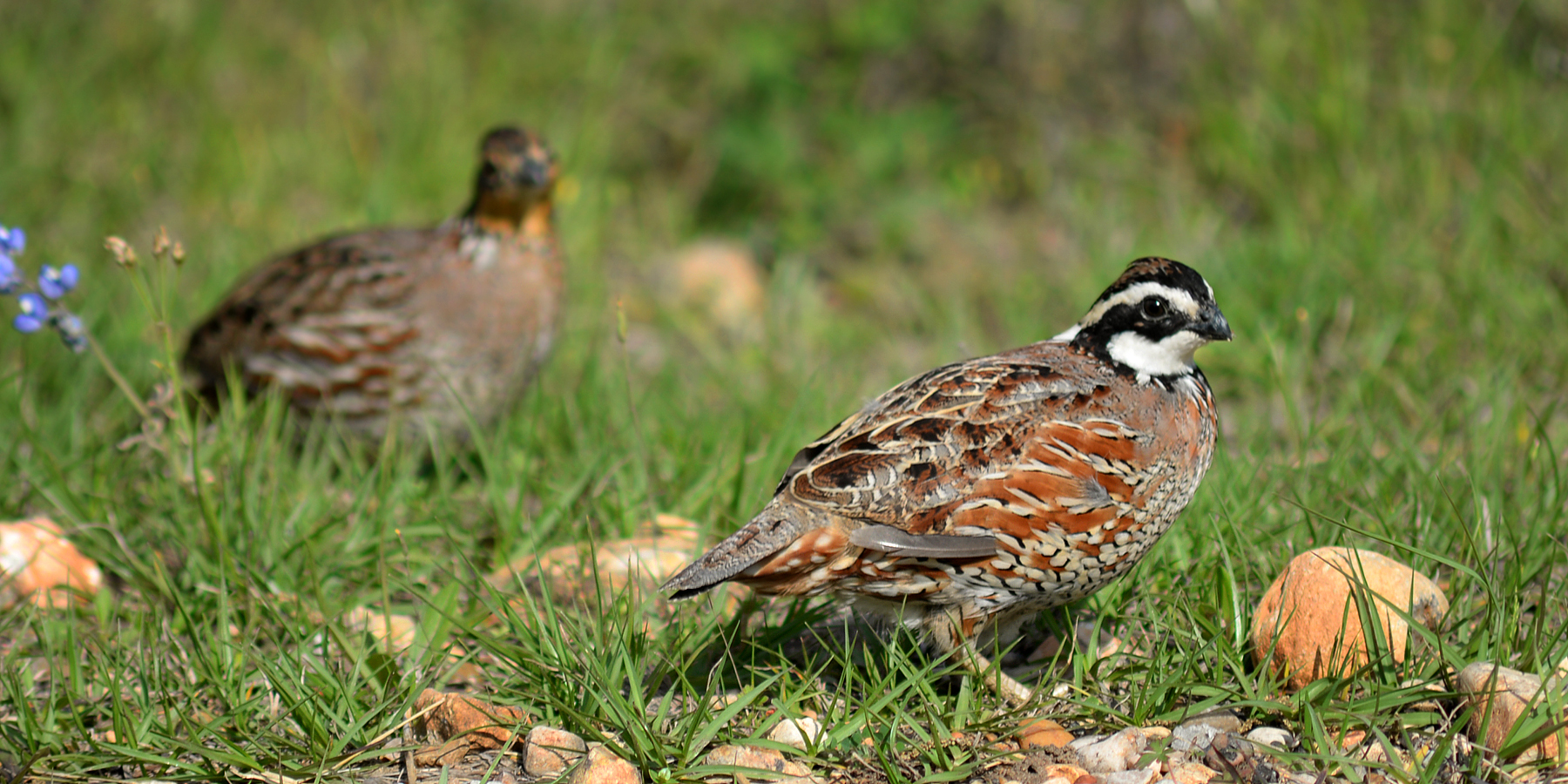
Віргінські перепелиці (Colinus virginianus) в окрузі Колорадо
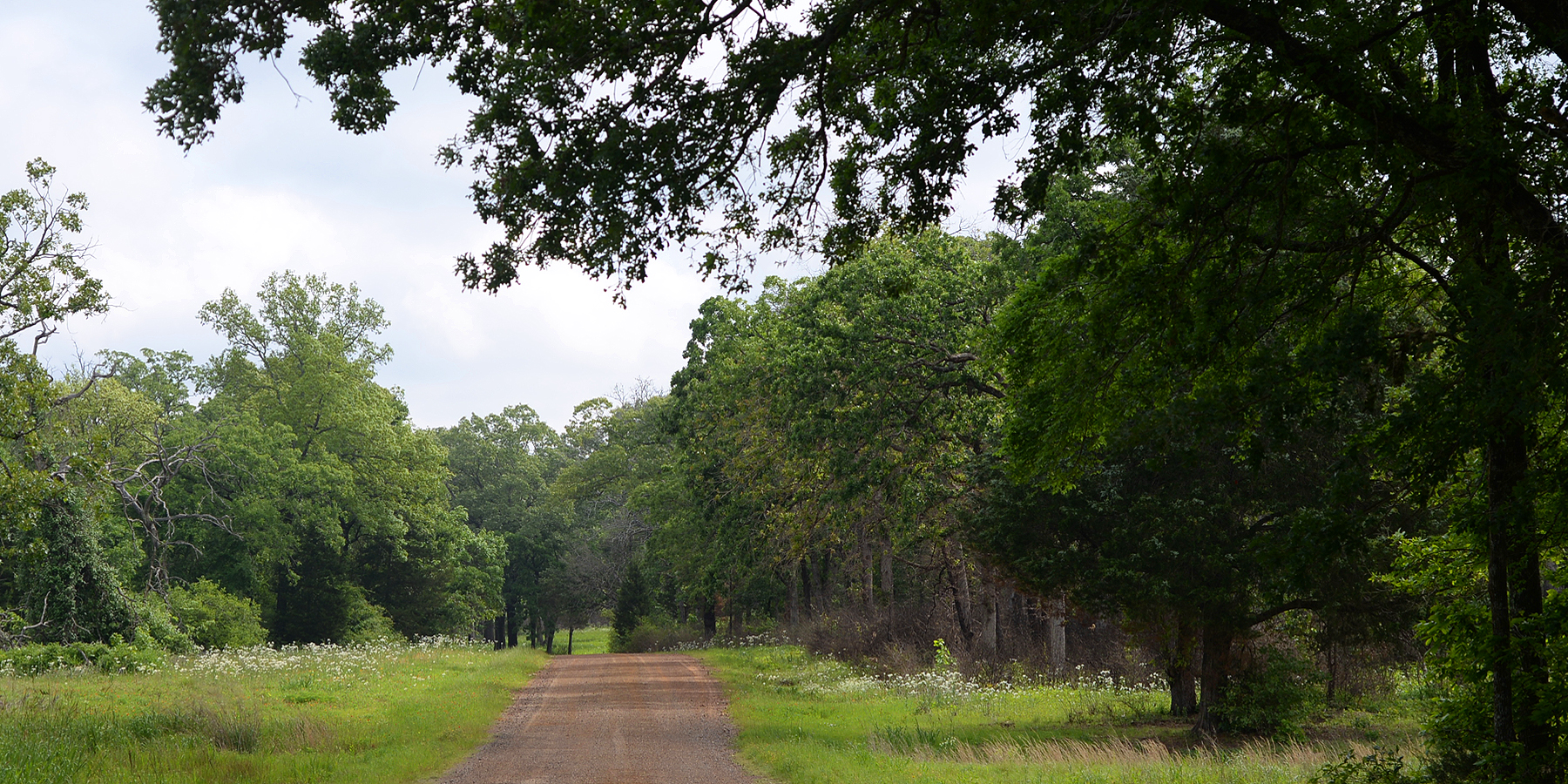
Північна дубова савана в окрузі Андерсон
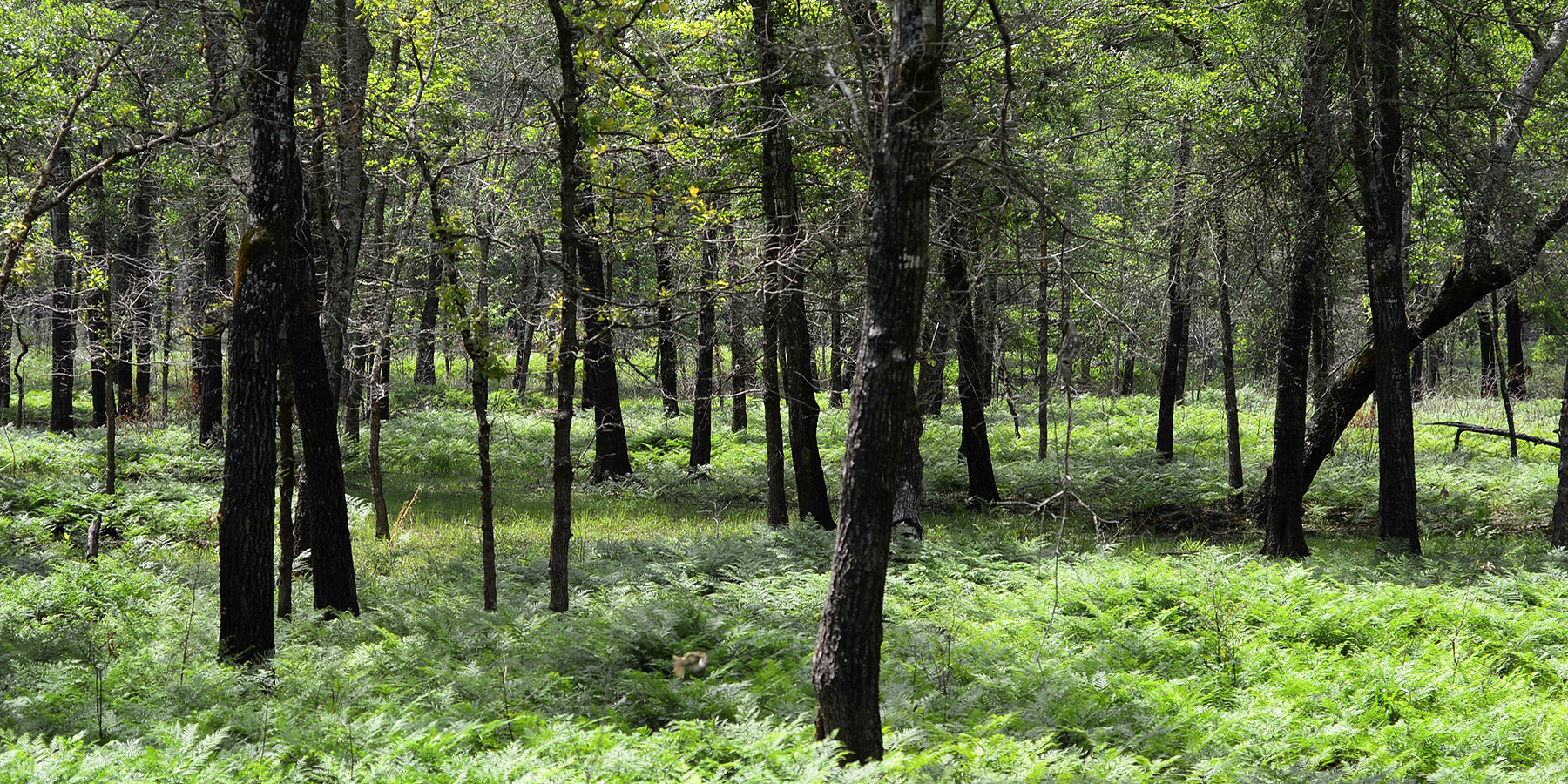
Північна дубова савана в окрузі Андерсон
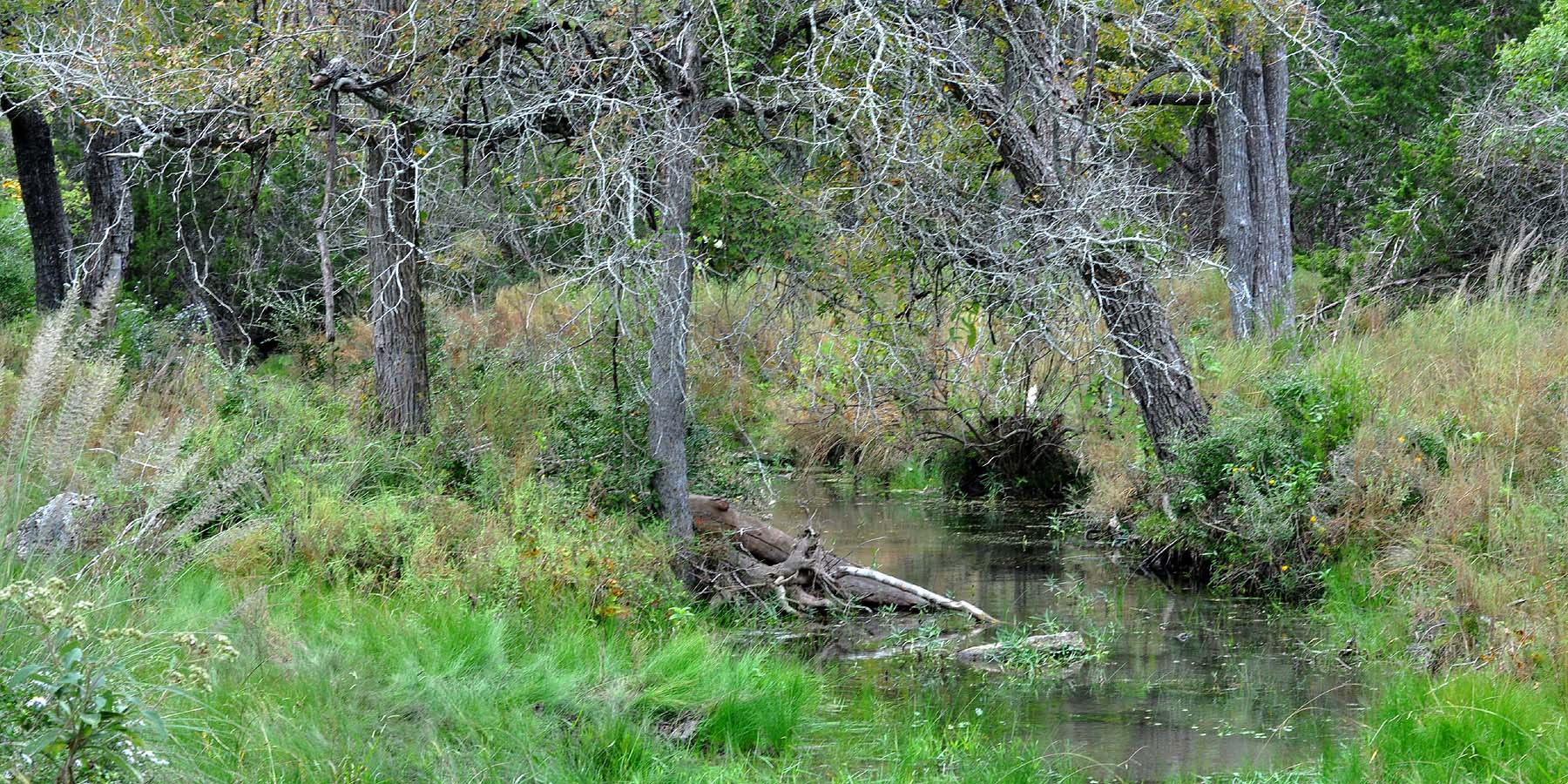
Річка Літл-Бер-Крік в окрузі Гейс
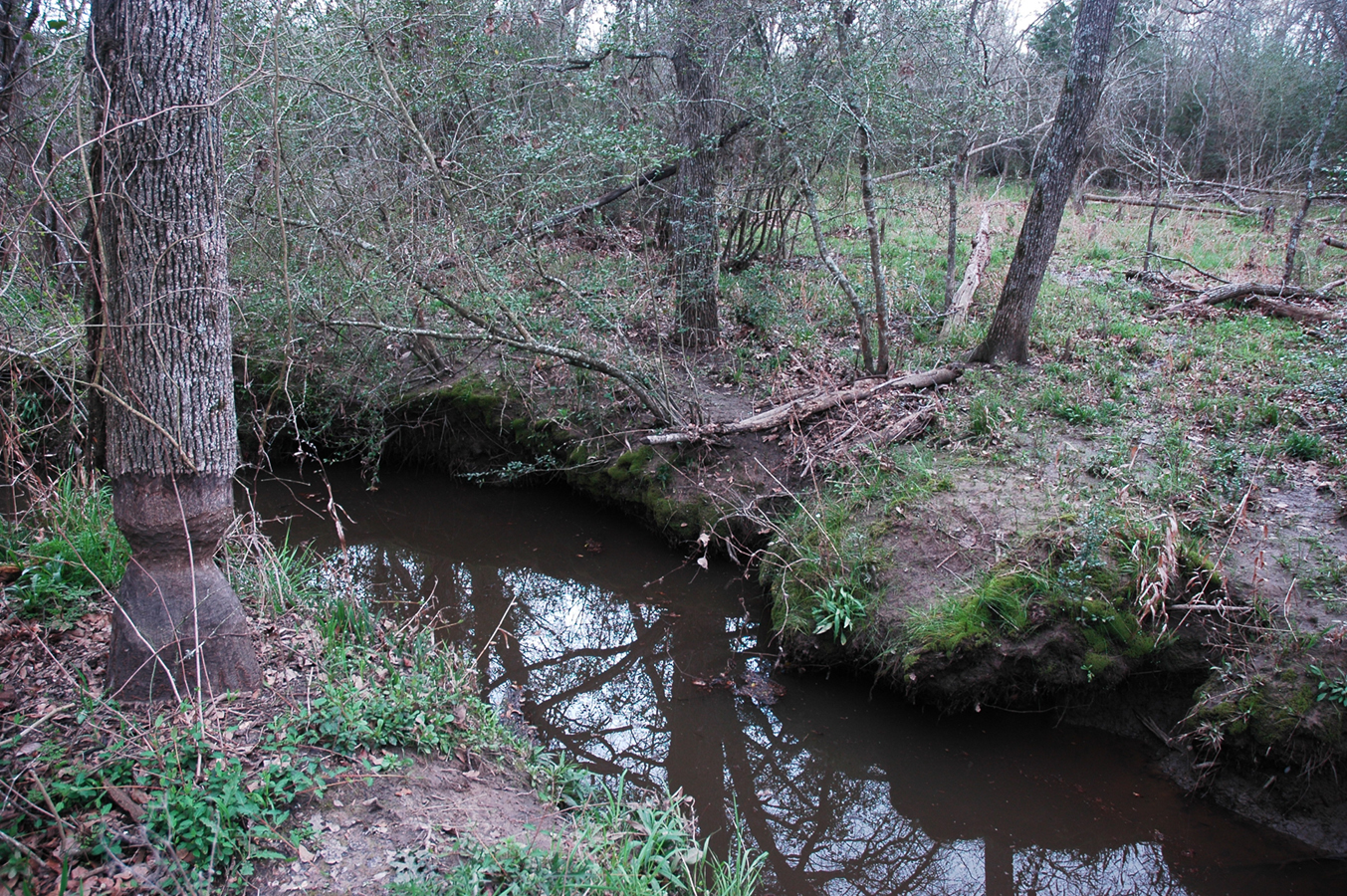
Сліди діяльності бобрів в окрузі Медісон